# أسرع من الضوء
أسرع من الضوء (بالإنجليزية Faster-than-light، واختصارا FTL) يشير إلى انتقال المعلومات أو المادة بسرعة أكبر من سرعة الضوء.
تشير نظرية النسبية الخاصة إلى أن الجزيئات ذات الكتلة الصفرية فقط يمكنها السفر بسرعة الضوء. تم افتراض التاكيون –جزيئات تتخطى سرعتها سرعة الضوء- إلا أن وجودها قد يخرق السببية ويُجمع الفيزيائيون على أنها غير موجودة. على الجانب الآخر، يعتمد ما يشير إليه معظم الفيزيائيين بأنه أسرع من الضوء «واضح» أو «فعال» على فرضية أن المناطق المشوهة من الزمكان قد تسمح للمادة بالوصول إلى أماكن بعيدة في زمن أقل من ما يستغرقه الضوء في زمكان طبيعي أو غير مشوه.
طبقا للنظريات العلمية الحالية، على المادة أن تسافر بسرعة أقل من الضوء بالنسبة إلى منطقة الزمكان المشوهة المحلية. لا تستثني نظرية النسبية العامة الأسرع من الضوء الواضح، على الرغم من أن المعقولية الفيزيائية للأسرع من الضوء الواضح هو أمر محل جدال. من أمثلة الأسرع من الضوء الواضح مشغل ألكوبيير والثقب الدودي القابل للعبور.

## السفر غير المعلوماتي الأسرع من الضوء
في سياق هذا المقال، الأسرع من الضوء هو نقل المعلومات أو المادة أسرع من (س) وهو ثابت يساوي سرعة الضوء في الفراغ والتي تبلغ 299,792,458 متر/ث (طبقا لتعريف المتر) أو حوالي 186,282.397 ميل في الثانية. هذا لا يساوي السفر أسرع من الضوء لأن:
- تروج بعض العمليات لأسرع من س لكنها لا تستطيع حمل المعلومات (انظر الأمثلة في القسم التالي).
- يسافر الضوء بسرعة س/م عندما لا يسافر في الفراغ ويكون في وسط له معامل انكسار = م (مما يسبب انكسارا) وقد تسافر بعض الجزيئات الأخرى في بعض المواد بسرعة أسرع من س/م (ولكن لا تزال أبطأ من س) مما يؤدي إلى إشعاع شيرينكوف.

لا تخرق أي من هذه الظواهر النسبية الخاصة ولا تشكل أي مشكلة مع السببية وبالتالي لا تعتبر الأسرع من الضوء كما نصفه هنا.
في الأمثلة التالية، قد يبدو أن بعض التأثيرات تسافر أسرع من الضوء ولكنها لا تنقل الطاقة أو المعلومات أسرع من الضوء، وبالتالي لا تخرق النسبية الخاصة.

### حركة السماء اليومية
بالنسبة إلى راصد مرتبط بكوكب الأرض، تكمل الأجرام في السماء دورة كاملة حول الأرض في يوم واحد. نجم قنطور الأقرب هو أقرب النجوم خارج المجموعة الشمسية إلينا على بعد 4 سنين ضوئية. في هذا الإطار المرجعي الذي يظهر فيه قنطور الأقرب يدور في مسار دائري نصف قطره أربع سنوات ضوئية، يمكننا وصفه بأن سرعته أكبر من سرعة الضوء عدة مرات لأن السرعة الحافية لجسم يتحرك في دائرة هي محصلة نصف القطر والسرعة الزاوية. من الممكن أيضا من وجهة نظر المدار الجغرافي الثابت للأجسام مثل المذنبات أن تتراوح سرعتها من أسرع من الضوء إلى أقل من الضوء والعكس صحيح ببساطة لأن المسافة من الأرض تختلف. قد يكون للمذنبات مدارات هائلة والتي قد تأخذهم بعيدا لأكثر من 1000 وحدة فلكية. محيط دائرة نصف قطرها 1000 وحدة فلكية هو أكبر من يوم ضوئي كامل. بعبارة أخرى، المذنب عند هذه المسافة هو في إطار مرجعي أسرع من الضوء من وجهة نظر المدار الجغرافي الثابت.

### نقاط الضوء والظلال
إذا أصاب شعاع ليزر جسما بعيدا، فإنه من السهل أن نجعل نقطة الضوء من الليزر الساقطة على الجسم تتحرك بسرعة أكبر من سرعة الضوء. بصورة مماثلة، فإن الظل الساقط على جسيم بعيد يمكن جعله يتحرك على الجسم بسرعة أكبر من سرعة الضوء. في كل من الحالتين، لا يتحرك الضوء من مصدره إلى الجسم بسرعة أكبر من سرعة الضوء، كما لا تنتقل أي معلومات بسرعة أكبر من سرعة الضوء. يمكن القيام بمثال لذلك من خلال توجيه خرطوم مياه في اتجاه ثم تحريكه بسرعة في الاتجاه الآخر. في هذه الحالة لا تتزايد سرعة المياه الصادر من الخرطوم في أي نقطة، بل النقطة النهائية للمياه هي ما يمكن تحريكها بسرعة أكبر من سرعة الضوء وليس تيار المياه نفسه.

### انتشار تأثيرات الأسرع من الضوء الظاهرية للمجال الساكن
لأنه لا يوجد زيغ ضوئي للموقع الظاهري لمصدر مجال الكهرباء الساكنة أو مجال الجاذبية عند تحرك المصدر بسرعة ثابتة، قد تبدو «تأثيرات» المجال الساكن عند النظرة الأولى أنها تنتقل أسرع من الضوء. إلا أنه يمكن إزالة الحركة المتجانسة للمصدر الساكن عند تغير الإطار المرجعي، مما يؤدي إلى تغير اتجاه المجال الساكن فوريا في كل المسافات. هذا ليس تغيرا في الموقع والذي ينتشر على طول المسافة، وبالتالي فإن هذا التغير لا يمكن استخدامه لنقل المعلومات من المصدر. لا يمكن نقل أي معلومات أو مواد أسرع من الضوء أو أن تنتشر من المصدر إلى المستقبِل/الراصد في صورة مجال كهرومغناطيسي.

### سرعات الإغلاق
يُطلق على المعدل الذي يقترب فيه جسمان متحركان في إطار مرجعي واحد اسم سرعات الإغلاق. قد يصل ذلك إلى ضعف سرعة الضوء، كما في حالة جسمين يسافران بسرعة تقترب من سرعة الضوء ولكن في اتجاهين متعاكسين بالنسبة إلى الإطار المرجعي.
تخيل جسمين سريعي الحركة يقتربان من بعضهما من شريحتين متقابلتين في مسرع جزيئات من النوع الاصطدامي. ستساوي سرعة الإغلاق معدل نقص المسافة بين الجزيئين. من وجهة نظر راصد يقف في سكون بالنسبة إلى المسرع، سيكون هذا المعدل أقل بقليل من ضعف سرعة الضوء.
لا تنفي النسبية الخاصة حدوث هذا، ولكنها تخبرنا أنه من الخطأ استخدان نسبية غاليليو لحساب سرعة أحد الجسيمين، كما يقيسها راصد ما يسافر بجانب الجسيم الآخر. وبالتالي فالنسبية الخاصة تعطينا المعادلة الصحيحة لحساب مثل هذه السرعة النسبية.
تعليميا نحسب السرعة النسبية للجسيمات المتحركة عند سرعات v و-v في إطار المسرع، والذي يساوي سرعة الإغلاق المساوية 2v > c. نعبّر عن السرعات بالوحدات β = v/c:
{\displaystyle \beta _{\text{rel}}={\frac {\beta +\beta }{1+\beta ^{2}}}={\frac {2\beta }{1+\beta ^{2}}}\leq 1.}

### السرعات المواتية
إذا سافرت سفينة فضاء بسرعة كبيرة إلى كوكب (قياسا في إطار الأرض الساكن) يبعد عن كوكب الأرض سنة ضوئية واحدة، قد يكون الوقت اللازم للوصول إلى هذا الكوكب أقل من سنة قياسا بساعة المسافر (إلا أنها ستكون دائما أكثر من سنة قياسا بساعة الأرض). تُعرف القيمة الناتجة عن قسمة المسافة المقطوعة (قياسا بإطار الأرض) على الزمن (قياسا بساعة المسافر) باسم السرعة المواتية. لا يوجد حد لقيمة السرعة المواتية لأن السرعة المواتية لا تمثل سرعة قيست في إطار قصور ذاتي واحد. ستصل الإشارة الضوئية التي تغادر الأرض في نفس لحظة مغادرة المسافر إلى الوجهة دائما قبل المسافر.

### المسافة الممكنة من كوكب الأرض
لأننا لا نستطيع السفر أسرع من الضوء، فمن الطبيعي أن نستنتج أن البشر لا يمكنهم السفر بعيدا عن كوكب الأرض بأكثر من 40 سنة ضوئية إذا بدأ المسافر السفر بين عمر العشرين والستين. بالتالي لن يستطيع المسافر أبدا الوصول لأكثر من عدة أنظمة نجمية والموجودة في نطاق 20-40 سنة ضوئية من كوكب الأرض. هذا استنتاج خاطئ لأنه بسبب تمدد الوقت يستطيع المسافر أن يسافر آلاف السنين الضوئية أثناء الأربعين سنة. إذا تسارعت سفينة الفضاء بمعدل ثابت 1 ج (طبقا لإطارها المرجعي المتغير الخاص)، ستصل سفينة الفضاء بعد 354 يوما إلى سرعة أقل بقليل من سرعة الضوء (بالنسبة للراصد على كوكب الأرض) وسيمد تمدد الوقت فترة الحياة إلى عدة آلاف من السنوات الأرضية عند رؤيتها من النظام المرجعي في المجموعة الشمسية، إلا أن فترة حياة المسافر الموضوعية لن تتغير. إذا عاد المسافر إلى كوكب الأرض، فإنه سيهبط على الأرض بعد عدة آلاف من السنوات في المستقبل. سرعة السفينة لن تكون أسرع من الضوء بالنسبة للراصدين على كوكب الأرض، ولن يقيس المسافر سرعته ليجدها أعلى من سرعة الضوء، ولكنه سيرى انكماشا طوليا في الكون في اتجاه سفره. ومع دوران المسافر ليعود أدراجه، ستشهد الأرض مرور وقت أطول بكثير مما يشهده المسافر. لذا فبينما لا يمكن أن تتخطي هذه السرعة الطبيعية سرعة الضوء، إلا أن سرعته المواتية (المسافة كما نرصدها من كوكب الأرض مقسومة على الوقت المواتي) ستكون أعلى بكثير من سرعة الضوء.

### سرعات الطور فوق سرعة الضوء
قد تتخطى سرعة طور الموجة الكهرومغناطيسية سرعة الضوء في الفراغ عند السفر في وسط ما. على سبيل المثال، يحدث ذلك في معظم أنواع الزجاج عند ترددات الأشعة السينية. إلا أن سرعة الطور للموجة تساوي سرعة انتشار التردد الأحادي النظري (أحادي اللون) وهو أحد مكونات الموجة عند هذا التردد. لا بد أن يكون التردد -باعتباره أحد مكونات الموجة- لا نهائي وأن يكون ارتفاع الموجة ثابتا (وإلا لن تكون موجة أحادية اللون) وبالتالي لن تنقل أي معلومات. من هنا نجد أن سرعة الطور الأعلى من سرعة الضوء لا تشير إلى انتشار الإشارات بسرعة تتخطي سرعة الضوء.

### سرعات المجموعة فوق سرعة الضوء
قد تتخطى سرعة المجموعة لموجة (مثل شعاع ضوء) أيضا سرعة الضوء في بعض الحالات. في مثل هذه الحالات والتي تتضمن في نفس الوقت إضعاف سريع للكثافة، فإن قمة غلاف النبضة قد تسافر بسرعة أعلى من سرعة الضوء. إلا أن هذه الحالة لا تشير أيضا إلى انتشار الإشارات بسرعة تتخطى سرعة الضوء، على الرغم من ميول البعض إلى اعتبار قمة غلاف النبضة كأنها إشارة. هذا الربط بينهما هو أمر مخادع، لأنه يمكن الحصول على المعلومات عند وصول النبضة قبل وصول قمة غلاف النبضة. على سبيل المثال، إذا سمحت آلية ما بالنقل الكامل للجزء الأمامي للنبضة مع إضعاف قمة النبضة بشدة وما يأتي خلفها (تشويش)، فإن قمة النبضة تنتقل للأمام في الوقت في حين لا تأتي المعلومات على النبضة أسرع من الضوء بدون هذا التأثير. إلا أن سرعة المجموعة قد تتخطى سرعة الضوء في بعض أجزاء في الشعاع الغاوسي في الفراغ (بدون إضعاف). يؤدي الحيود إلى انتشار قمة النبضة بصورة أسرع، في حين تبقا القوة الكلية كما هي.

### التمدد الكوني

تاريخ الكون. نشأت موجات الجاذبية نظريا من التمدد الكوني الأسرع من الضوء والذي بدأ بعد الانفجار العظيم مباشرة

يسبب التمدد الكوني ابتعاد المجرات البعيدة عنا بسرعة تتخطى سرعة الضوء، إذا استخدمنا المسافة المواتية والزمن الكوني في حساب سرعة هذه المجرات. إلا أن السرعة -في النسبية العامة- فكرة محلية، لذا فإن السرعة المحسوبة باستخدام الإحداثيات المسايرة ليس لها علاقة بسيطة بالسرعة المحسوبة محليا (انظر مسافة مسايرة لنقاش الأفكار المختلفة للسرعة في علم الكون). لا تنطبق القوانين المطبقة على السرعات النسبية في النسبية الخاصة – مثل قانون أن السرعات النسبية لا يمكن أن تتخطى سرعة الضوء - على السرعات النسبية في الإحداثيات المسايرة والتي توصف عادة من ناحية «تمدد الفضاء» بين المجرات. يُعتقد أن هذا التمدد بلغ أقصاه أثناء حقبة التضخم والتي يُعتقد أنها حدثت بعد جزء صغير من الثانية بعد الانفجار العظيم (تقترح بعض النماذج أن هذه المدة كانت من 10−36 ثانية بعد الانفجار العظيم إلى حوالي 10−33 ثانية)، والتي تمدد فيها الكون بسرعة تصل إلى حوالي 1020 إلى 1030.

### المشاهدات الفلكية
يمكن مشاهدة الحركة الأسرع من الضوء الظاهرية في العديد من المجرات الراديوية والنجوم الزائفة المتوهجة والنجوم الزائفة وحديثا أيضا في النجوم الزائفة الصغيرة. توقع العلماء التأثير قبل أن يقوم مارتن ريس برصده، ويمكن تفسيره بأنه وهم بصري بسبب حركة الجسم جزئيا في اتجاه الراصد في حين تدل حسابات السرعة على أنه لا يتحرك نحوه. لا تناقض الظاهرة نظرية النسبية الخاصة. تُظهر الحسابات الصحيحة أن هذه الأجسام تتحرك بسرعة تقترب من سرعة الضوء (بالنسبة إلى إطارنا المرجعي). هذا هو أول مثال لكمية ضخمة من الكتلة تتحرك بسرعة تقترب من سرعة الضوء. لم تتمكن المعامل الأرضية سوى من تسريع أعداد قليلة من الجسيمات الأولية لمثل هذه السرعات.

### ميكانيكا الكم
قد تعطي بعض الظواهر في ميكانيكا الكم –مثل التشابك الكمي- انطباعا ظاهريا بالسماح باتصال المعلومات أسرع من الضوء. طبقا لنظرية اللا اتصال، فإن هذه الظواهر لا تسمح بالاتصال الفعلي بل تسمح فقط لراصدين في موقعين مختلفين برؤية النظام في نفس الوقت دون أي طريقة في التحكم في ما يرونه. يمكن اعتبار انهيار الدالة الموجية كظاهرة ثانوية للانفصال الكمي، والذي بدوره ليس أكثر من تأثير التطور الزمني الضمني للدالة الموجية للنظام ولكل بيئته. ولأن التصرف الضمني لا يخرق السببية المحلية أو يسمح بالاتصال الأسرع من الضوء، فإنه لا يؤدي أي منهما التأثير الإضافي في انهيار الدالة الموجية، سواء فعليا أو ظاهريا.
يشير مبدأ عدم التأكد إلى أن الفوتونات قد تسافر لمسافات قصيرة في سرعات أعلى (أو أقل) من سرعة الضوء حتى في الفراغ. يجب أخذ هذه الإمكانية في الاعتبار عند رسم مخطط فاينمان لتفاعل الجسيم. إلا أنه في 2011، ظهر أن الفوتون لا يمكنه السفر أسرع من الضوء. في ميكانيكا الكم، قد تسافر الجسيمات الافتراضية أسرع من الضوء، وهذه الظاهرة مرتبطة بحقيقة أن تأثيرات المجال الساكنة قد تسافر أسرع من الضوء.

### تأثير هارتمان
تأثير هارتمان هو تأثير النفقية خلال حاجز حيث يميل زمن النفقية إلى أن يكون ثابتا للحواجز الكبيرة. وصف توماس هارتمان هذا التأثير لأول مرة سنة 1962. قد يكون ذلك على سبيل المثال الفجوة بين منشورين. عندما يكون المنشوران متلامسين، يمر الضوء في خط مستقيم. ولكن عند وجود فجوة بينهما، ينكسر الضوء. هناك احتمالية غير صفرية أن الفوتون سيقوم بنفقية خلال الفجوة بدلا من اتباع المسار المنكسر. بالنسبة للفجوات الكبيرة بين المنشورين يقترب زمن النفقية من الثبات وبالتالي تظهر الفوتونات على أنها تخطت سرعة الضوء.
إلا أن تحليل هيربرت ج. وينفول من جامعة ميشيجن يقترح أن تأثير هارتمان لا يمكن أن يُستخدم فعليا لخرق النسبية من خلال إرسال إشارات أسرع من الضوء، لأن زمن النفقية «يجب ألا يتم ربطه بالسرعة لأن الموجات المتلاشية لا تنتشر». تحدث الموجات المتلاشية في تأثير هارتمان بسبب الجسيمات الافتراضية والمجال الساكن المنتشر، مثلما ذكرنا في الأعلى بالنسبة للجاذبية والموجات الكهرومغناطيسية.

### تأثير كازيمير
في الفيزياء، تأثير كازيمير هو القوة الفيزيائية الناتجة على جسمين منفصلين بسبب رنين طاقة الفراغ في الفضاء المتداخل بين الجسمين. يوصف هذا أحيانا من ناحية الجسيمات الافتراضية المتفاعلة مع الجسمين، ويرجع ذلك إلى الصورة الرياضية لأحد طرق حساب قوة هذا التأثير. لأن شدة هذه القوة تقل بسرعة مع المسافة، فإنه يمكن قياسها فقط عندما تكون المسافة بين الجسمين صغيرة جدا. لأن التأثير ناتج عن جسيمات افتراضية تتوسط تأثير مجال ساكن، فإنه يخضع للتعليقات حول المجالات الساكنة التي ناقشناها في الأعلى.

## الاتصال الأسرع من الضوء
الاتصال الأسرع من الضوء –طبقا لنظرية النسبية لأينشتاين- مساوية للسفر عبر الزمن. طبقا لنظرية النسبية الخاصة لأينشتاين، ما نقيسه كسرعة الضوء في الفراغ هو في الحقيقة ثابت فيزيائي أساسي. هذا يعني أن كل راصدي القصور الذاتي بغض النظر عن سرعتهم النسبية، سيقيسون دائما جسيمات منعدمة الكتلة كفوتونات تسافر بسرعة الضوء في الفراغ. تعني هذه النتيجة أن قياس الزمن والسرعة في الأُطر المختلفة لم يعد له علاقة بالتغيرات الثابتة، بل أصبح مرتبطا بزمرة بوانكاريه. لهذه الزمرة تضمينات هامة:
- ستزداد سرعة كمية الحركة الخطية النسبية لجسم ضخم بحيث أنه عند سرعة الضوء سيصبح للجسم كمية حركة خطية لا نهائية.
- لتسريع جسم غير صفري الكتلة الساكنة إلى سرعة الضوء، فإن هذا سيتطلب زمنا لا نهائي مع أي عجلة نهائية، أو عجلة لا نهائية لفترة نهائية من الزمن.
- في كل من الحالتين ستتطلب هذه العجلة طاقة لا نهائية.[34]

## التاكيون
في النسبية الخاصة، من المستحيل تسريع جسيم إلى سرعة الضوء، أو أن يتحرك جسم ضخم بسرعة الضوء. إلا أنه قد يكون ممكنا لجسم أن يوجد وهو يتحرك دائما أسرع من الضوء. الأجسام الأولية الافتراضية التي تتمتع بهذه الخاصية تسمى جسيمات التاكيون. فشلت محاولات جعل جسيمات التاكيون كمية في إنتاج جسيمات أسرع من الضوء، وبدلا من ذلك وضحت أن وجودها يؤدي إلى حالة من عدم الاستقرار.
اقترح العديد من الباحثين أن النيوترينو قد يكون له طبيعة تاكيونية، في حين رفض البعض الآخر هذا الادعاء.